# Брюэр, Грэм
Грэм (Грем) Брюэр (Брюер) (англ. Graeme Thomas Brewer; род. 1 декабря 1958, Новый Южный Уэльс) — австралийский пловец, чемпион и призёр Игр Содружества, бронзовый призёр летних Олимпийских игр 1980 года в Москве, участник двух Олимпиад.

## Карьера
Специализировался на плавании вольным стилем.
На Олимпиаде в Москве выступал в четырёх дисциплинах: плавании вольным стилем на 100, 200 и 400 метров и эстафете 4×100 метров вольным стилем. В первом виде занял 8-е место, а во втором выиграл бронзовую медаль (1:51,60 с), пропустив вперёд советских пловцов — олимпийского чемпиона Сергея Коплякова (1:49,81 с — олимпийский рекорд) и Андрея Крылова (1:51,60 с). В плавании на 400 метров выбыл из борьбы на предварительной стадии, а в эстафете сборная Австралии заняла 7-е место.
На следующей Олимпиаде в Лос-Анджелесе выступал в плавании на 400 метров вольным стилем и занял 4-е место.